# El corralero
«El corralero» es una popular canción folclórica, escrita por el compositor chileno Sergio Sauvalle, y popularizada por Pedro Messone.

## Historia
La composición data de 1963. En aquel entonces, Sauvalle trabajaba en el Servicio de Impuestos Internos de Chile (SII) y, gracias a su trabajo, conoció a latifundistas y dueños de caballos corraleros. De este modo, visitó el «Fundo Lolco» en Curacautín, acompañando a su amigo Patricio Mozo. En un trayecto a caballo, vio a un hombre maltratando un animal, que no era un corralero. Mozo decidió comprarlo para detener el maltrato. De esta forma, Sauvalle obtuvo la inspiración para componer la canción.[cita requerida]
Sauvalle, como miembro del cuarteto Los de Las Condes, presentó «El corralero» en el VI Festival Internacional de la Canción de Viña del Mar, llevado a cabo en el verano de 1965. En dicha competencia se quedaron con el tercer lugar, siendo ganadora la canción «Mano nortina» interpretada por Los Cuatro Cuartos. En la premiación, Luis Urquidi le dijo a Pedro Messone, también miembro de Los de Las Condes, que «No ganaron, pero será su canción la que trascienda». Décadas más tarde, cuando fue interpretada por Los Huasos Quincheros, ganó la XLI versión del Festival, donde participaron solo las canciones más exitosas de la historia del certamen musical, a juicio de la Comisión Organizadora.

## Versiones
Esta tonada ha sido interpretada por varios artistas, entre los que se cuentan chilenos y extranjeros:
- Pedro Messone
- Los Cuatro Cuartos
- Los Huasos Quincheros
- Javier Calamaro
- Luis Jara
- Hernán Figueroa Reyes
- Horacio Guarany
- Soledad Bravo
- Antonio Aguilar
- María Dolores Pradera
- Ivana Salazar (San Pedro de Jujuy)